# Sitaromorpha
Sitaromorpha là một chi bọ cánh cứng trong họ Meloidae.
Chi này được miêu tả khoa học năm 1890 bởi Dokhtouroff.

## Các loài
Chi này gồm các loài:
- Sitaromorpha wilkinsi Dokhtouroff, 1890